# Хила, Марио
Марио Хила Фуэнтес (исп. Mario Gila Fuentes; родился 29 августа 2000, Барселона) — испанский футболист, центральный защитник клуба «Лацио».

## Клубная карьера
Прежде чем попасть в академию мадридского «Реала», Марио занимался футболом в 5 каталонских клубах, в том числе академии клубов «Эспаньол» и «Сабадель». Перейдя в молодёжную команду «Реала», подписал контракт с клубом до 2024 года. Дебютировал в Ла Лиге за основную команду мадридского клуба 30 апреля 2022 года в матче против «Эспаньола».
5 июля 2022 года перешёл в итальянский клуб «Лацио» за 6 млн евро и подписал контракт с клубом до 2027 года.